# Tomoderus dubius
Tomoderus dubius es una especie de coleóptero de la familia Anthicidae.

## Distribución geográfica
Habita en Congo,  Kinshasa.